# 古紹
古紹（英語：Gusau）是西非國家尼日利亞西北部的城市，也是扎姆法拉州的首府，位於索科托河，面積3,364平方公里，自1999年實施伊斯蘭教法，居民以信奉伊斯蘭教的富拉尼人，2006年總人口為383,162。